# Cimetière de la paroisse de Saint-Georges
Le cimetière de la paroisse de Saint-Georges est un ancien cimetière situé dans le 5e arrondissement de Lyon en France. Enfoui sous l'actuelle place François-Bertras, il était situé au nord et à l'est de l'actuelle église Saint-Georges de Lyon, éponyme du cimetière.

## Histoire
Le bord occidental du cimetière se situait aux abords du grand portail de l'ancienne église Saint-Georges, dont la reconstruction est l’œuvre de l'architecte Pierre Bossan. Vers son bord oriental, il s'élargissait au nord le long de la nef jusqu'à la naissance du chœur. Au milieu du XVIIIe siècle, le curé de Saint-Georges, Vincent Pallordet fait disposer un nouveau cimetière derrière le chœur de l'église, côté Saône. Le mur septentrional du cimetière longeait les maisons situées au nord, et en 1822, on voyait encore en face de la cure un morceau de ce mur et la porte d'entrée du cimetière. L'actuelle place François-Bertras, anciennement place Saint-Georges recouvre l'ancien cimetière.

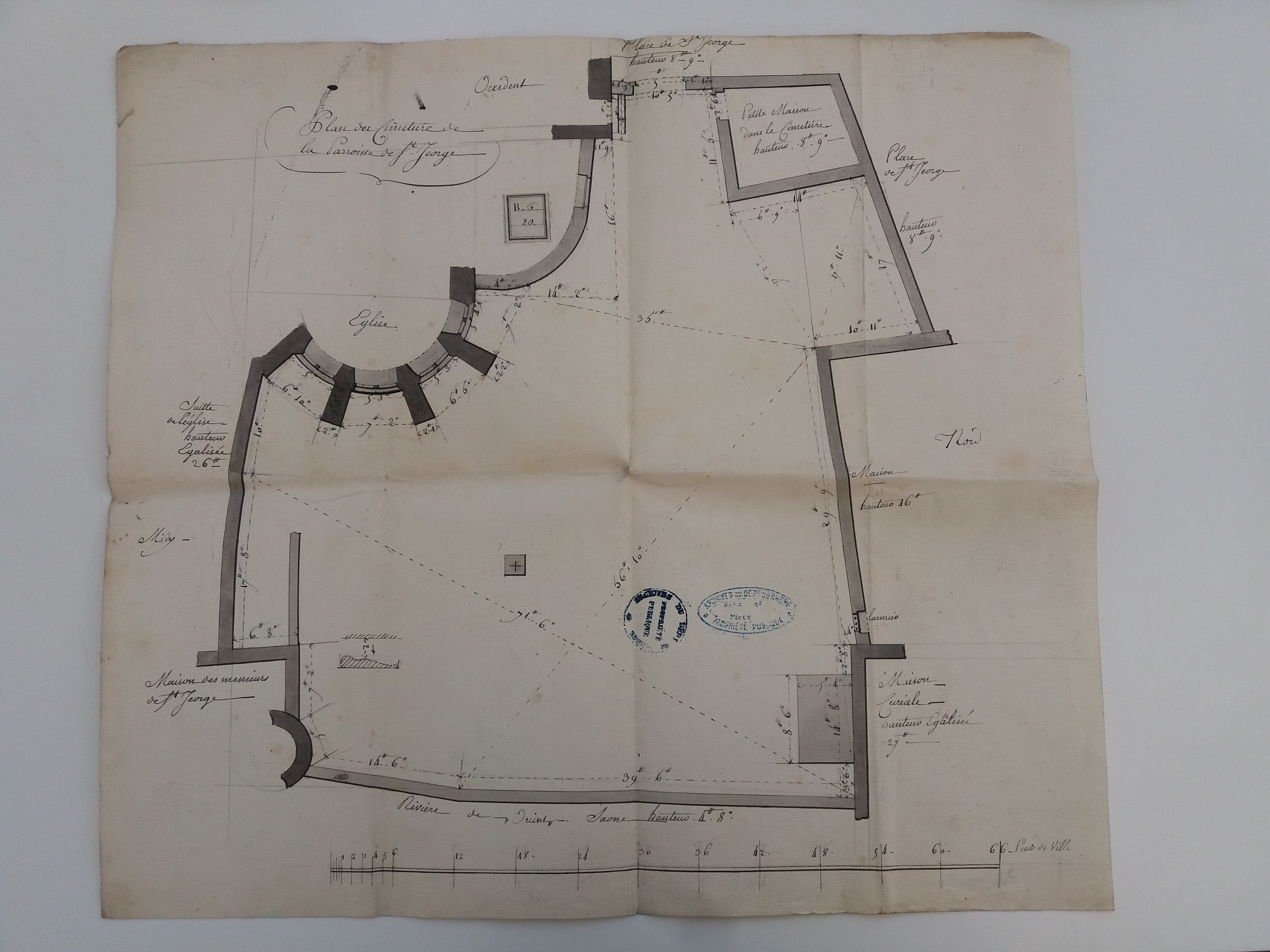
Plan du cimetière en 1778